# Arm in de wijk
Arm in de wijk is een lied van de Nederlandse rappers Zack Ink en Emms. Het werd in 2021 als single uitgebracht en stond in 2022 als zesde track op het album Eigen richting van Zack Ink.

## Achtergrond
Arm in de wijk is geschreven door Emerson Akachar, Zackery Linger en Denzel van Gemert en geproduceerd door Zerodix en Denna. Het is een nummer uit het genre nederhop met effecten uit de dancehall. In het lied rappen de artiesten over hun afkomst en hoe hun jeugd was. Op de B-kant van de single staat een instrumentale versie van het lied. Het is de eerste en anno 2023 de enige hit van de twee rappers samen.

## Hitnoteringen
De artiesten hadden bescheiden succes met het lied in de hitlijsten van Nederland. Het piekte op de 73e plaats van de Nederlandse Single Top 100 in de twee weken dat het in deze hitlijst te vinden was. De Top 40 en haar Tipparade werden niet bereikt. 